# Пологи
Поло́ги (укр. Поло́ги) — город в Запорожской области Украины, административный центр Пологовского района и Пологовской городской общины (до 2020 года составлял Пологовский городской совет).
В марте 2022 года город был оккупирован российскими войсками в ходе вторжения России на Украину.

## Географическое положение
Город Пологи находится в основном на левом берегу реки Конка, выше по течению примыкает село Воскресенка, ниже по течению примыкает село Инженерное, на противоположном берегу — село Пологи.

## История
Как свидетельствуют археологические раскопки, территория города была заселена ещё в III—I тысячелетиях до н. э. В кургане «Соколовский» обнаружены 17 погребений преимущественно медного века и бронзового и одно — сарматское I—II вв. н. э.
В 1887 году в связи со строительством железной дороги Екатеринослав — Бердянск возник рабочий посёлок Пологи, в 1894 году здесь была построена железнодорожная станция, с 1904 года в связи с развитием железнодорожного сообщения посёлок превратился в железнодорожный узел.
Население посёлка приняло участие в революции 1905 года — здесь проходили стачки и выступления, в декабре 1905 года был создан стачечный комитет и дружина, но дальнейшая революционная активность была подавлена после прибытия войск.
29 августа 1917 года было принято «Решение общего собрания железнодорожников и граждан посёлка Пологи с требованием взятия власти в руки Советов»
После создания 7 марта 1923 года Пологовского района поселение стало районным центром.
В 1928 году поселение было переименовано в железнодорожный посёлок Чубаревка, в 1937 году — переименован в Пологи.
22 октября 1938 года железнодорожный посёлок Пологи получил статус города.
5 октября 1941 года город был оккупирован немецкими войсками. В период оккупации здесь был создан концентрационный лагерь для советских военнопленных (который находился на территории совхоза «Аврора»).
17 сентября 1943 года в ходе Донбасской операции город был освобождён советскими войсками 5-й ударной армии Южного фронта в составе: 230-й сд (полковник Украинский, Андрей Антонович) 9-го ск (генерал-майор Рослый Иван Павлович), 50-й гв. сд (полковник Владычанский, Антон Станиславович) 3-го гв. ск (генерал-майор Белов, Александр Иванович).
По состоянию на начало 1955 года, в городе действовали маслодельный завод, птицекомбинат, кирпично-черепичный завод, предприятия мукомольной промышленности, предприятия по обслуживанию железнодорожного транспорта, железнодорожное училище, дорожно-техническая школа, одна семилетняя, три средние и пять начальных школ, Дом культуры, 10 библиотек и клуб.
1 декабря 1966 года в черту города Пологи был включён посёлок городского типа Шевченково Второе.
По состоянию на начало 1982 года, в городе действовали предприятия по обслуживанию железнодорожного транспорта, завод «Коагулянт», металлоштамповочный завод, завод строительных материалов, маслоэкстракционный завод, завод продовольственных товаров, маслодельный завод, комбикормовый завод, Приазовское рудоуправление, птицекомбинат, райсельхозтехника, райсельхозхимия, комбинат бытового обслуживания, дом быта, два профессионально-технических училища, 8 общеобразовательных школ, музыкальная школа, художественная школа, две больницы, два Дома культуры, 4 клуба, кинотеатр, 6 библиотек и краеведческий музей.
В мае 1995 года Кабинет министров Украины утвердил решение о приватизации находившихся здесь строительно-монтажного управления, химического завода «Коагулянт», завода строительных материалов, АТП-12337, райсельхозтехники и райсельхозхимии.
В 1997 году два находившихся в городе ПТУ № 13 и ПТУ № 30 объединили в ПТУ № 30.
По состоянию на начало 2006 года, крупнейшими предприятиями города являлись металлоштамповочный завод, завод строительных материалов, консервный завод, маслосыродельный завод, комбикормовый завод и маслоэкстракционный завод.

### Вторжение России на Украину
В ходе вторжения России на Украину 3 марта 2022 года город был оккупирован российскими войсками.
5 мая 2023 года оккупационные власти Запорожской области заявили о «перемещении» жителей прифронтовых населённых пунктов, включая посёлок Пологи.

## Население
В 1974 году население города составляло 21,8 тыс. человек.
В январе 1989 года численность населения составляла 25 336 человек.
По состоянию на 1 января 2013 года численность населения составляла 19 906 человек.

### Языковой состав
По данным переписи 2001 года 90,59 % населения города указали украинский язык родным, 8,76 % — русский, 0,65 % — другие языки.

## Экономика

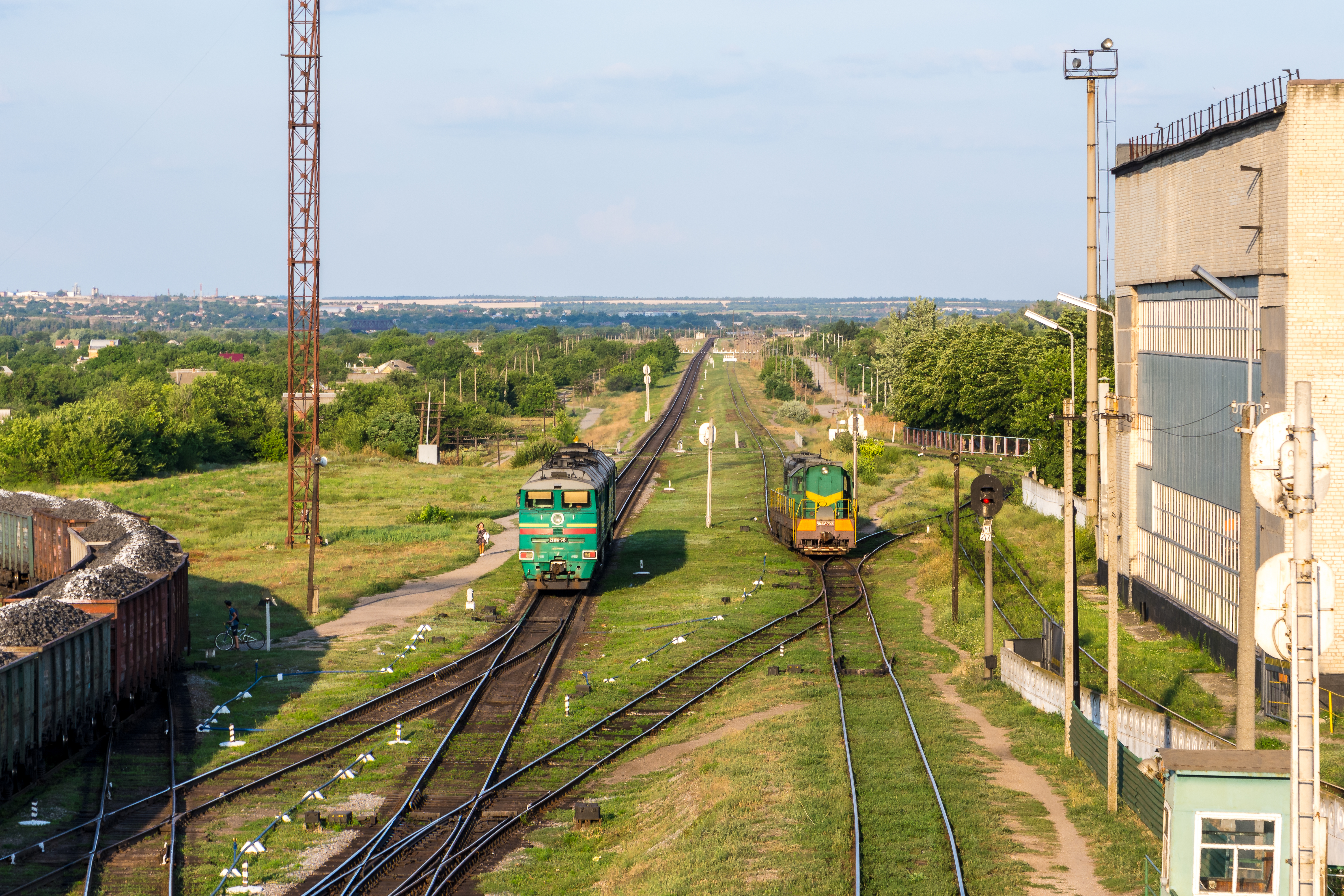
Пологовское локомотивное депо

- Пологовский маслоэкстракционный завод.
- Пологовский комбинат хлебопродуктов.
- Пологовский химический завод «Коагулянт».
- ООО «Днепрокерамика»
- ЗАО «Минерал».
- Пологовское вагонное депо.
- Пологовская дистанция пути.
- Пологовское локомотивное депо.
- Пологовская дистанция сигнализации и связи.
- Пологовский птицекомбинат.
- Монфорте, ООО Завод облицовочного кирпича.
- Добра глина, ООО художественно-керамическая мастерская.

## Объекты социальной сферы
- Гимназия «Основа».[21]
- Коллегиум № 1.
- Лицей № 4.
- Специализированная разнопрофильная школа № 2.
- Межшкольный учебно-производственный комбинат (МУПК).
- Пологовский профессиональный лицей (ПТУ № 30).
- ДЮСШ.
- Детская школа искусств.
- 6 дошкольных детских учреждений.
- 2 дома культуры.
- Центральная районная больница.
- Узловая больница ст. Пологи.

## Транспорт
Через город проходят автомобильные дороги Т-0815, Т-0401 и Приднепровская железная дорога, станции Пологи, Платформа 290 км и Платформа 282 км

## Почётные граждане
- Гасик, Михаил Иванович — советский и украинский учёный-металлург.
- Козак, Владимир Васильевич — министр инфраструктуры правительства Украины.

## Уроженцы
- Безверхий, Сергей Фёдорович (1940—2011) — народный депутат России, председатель Государственного комитета Российской Федерации по стандартизации, метрологии и сертификации, доктор технических наук, профессор.
- Жемчужина, Полина Семёновна(1897—1970) — советский партийный и государственный деятель. Жена Вячеслава Михайловича Молотова.
- Козак, Владимир Васильевич (р. 1959) — вице-премьер — министр инфраструктуры правительства Украины.
- Полтавец, Виктор Васильевич (1925—2003) — народный художник УССР.
- Сацкий, Александр Степанович (1930—1986) — советский сценарист.
- Швачко Яков Яковлевич (1914—1965) — Герой Советского Союза.
- Ян Абрамович Френкель (1920—1989) — советский композитор-песенник. Народный артист СССР (1989). Лауреат Государственной премии СССР.

## Достопримечательности

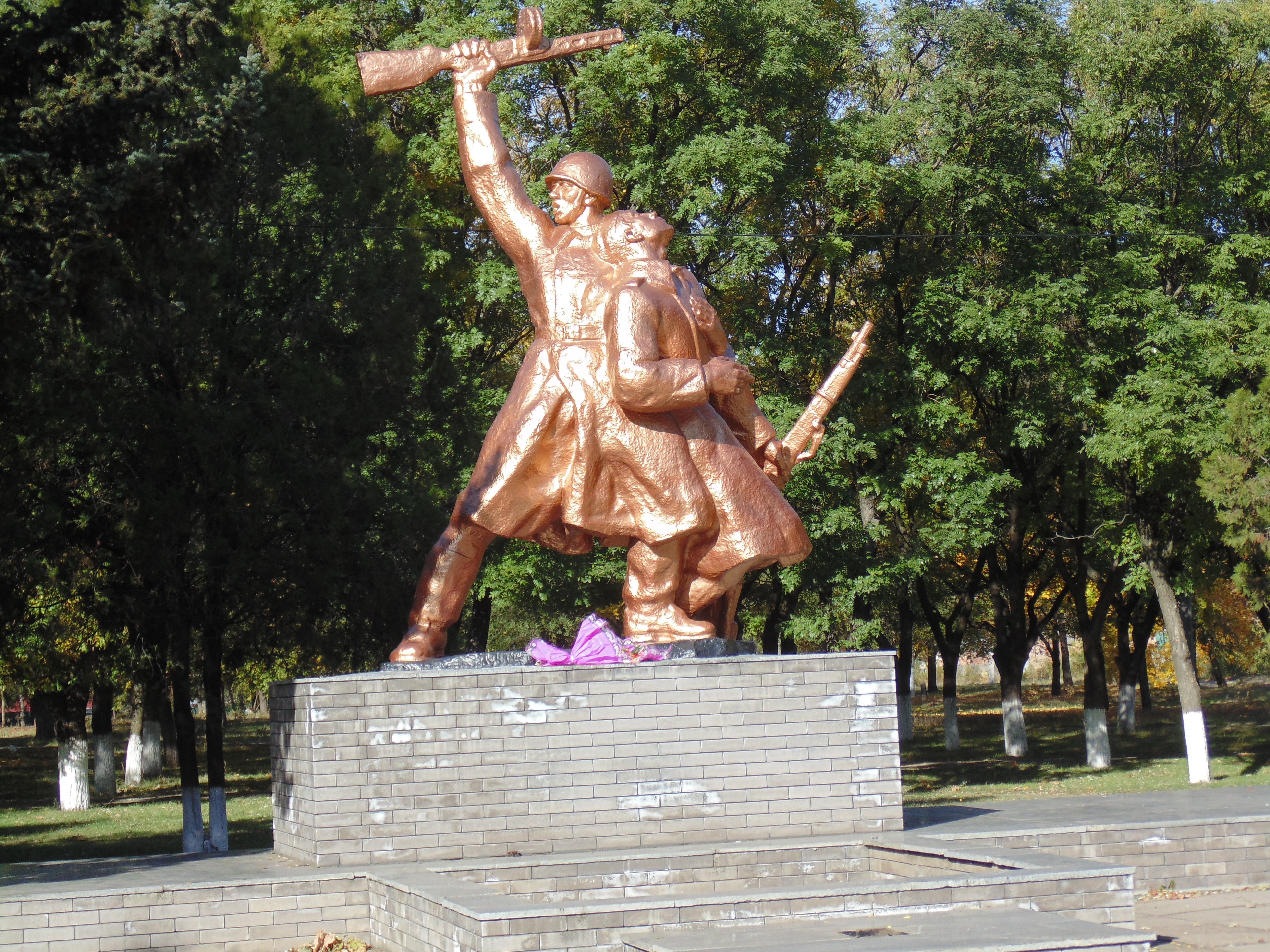
Братская могила советских воинов

- Братская могила советских воинов
- Пологовский краеведческий музей
- Паровоз-памятник Эр722-72

## Топографические карты
- Лист карты L-37-13 Пологи. Масштаб: 1 : 100 000. Состояние местности на 1990 год. Издание 1992 г.